# 시장 (행정가)

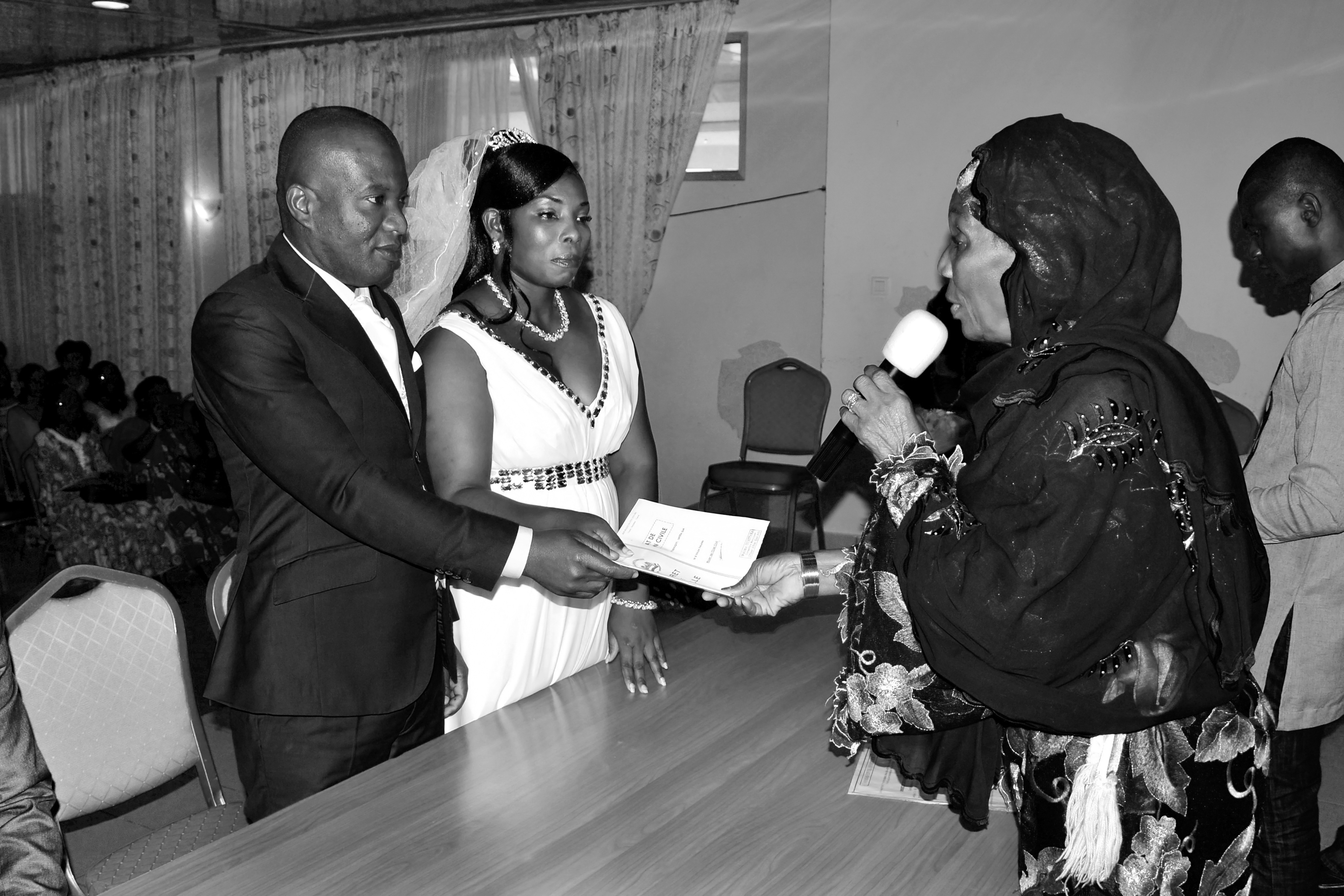

시장(市長, mayor)은 도시 행정의 최고 책임자를 말한다.

## 나라별 시장

### 대한민국

#### 특별시장
- 서울특별시장

#### 광역시장
- 부산광역시장
- 대구광역시장
- 인천광역시장
- 광주광역시장
- 대전광역시장
- 울산광역시장

#### 특별자치시장
- 세종특별자치시장

### 중화인민공화국

#### 직할시장
- 베이징 시장
- 톈진 시장
- 상하이 시장
- 충칭 시장

### 베트남

#### 중앙직할시장
- 하노이 시장
- 호찌민 시장
- 다낭 시장
- 하이퐁 시장
- 껀터 시장

## 같이 보기
- 지사
- 프라이펙투스 우르비